# Luden mosskåsa
Luden mosskåsa (Rimbachia bryophila) är en svampart som först beskrevs av Christiaan Hendrik Persoon, och fick sitt nu gällande namn av Redhead 1984. Enligt Catalogue of Life ingår Luden mosskåsa i släktet Rimbachia,  och familjen Tricholomataceae, men enligt Dyntaxa är tillhörigheten istället släktet Rimbachia,  och familjen trådklubbor. Arten är reproducerande i Sverige. Inga underarter finns listade i Catalogue of Life.